# Thlaspi rostratum
Thlaspi rostratum är en korsblommig växtart som beskrevs av Nikolaj Adolfovitj Busj. Thlaspi rostratum ingår i släktet skärvfrön, och familjen korsblommiga växter. Inga underarter finns listade i Catalogue of Life.